# Чуперка Валерій Миколайович
Валерій Миколайович Чуперка (рум. Valeriu Ciupercă, Валериу Чуперкэ; * 12 червня 1992, Тирасполь, Молдова) — молдовський футболіст, півзахисник клубу «Анжі ФК».